# Elophos andereggaria
Elophos andereggaria är en fjärilsart som beskrevs av De la Harpe 1853. Elophos andereggaria ingår i släktet Elophos och familjen mätare. Inga underarter finns listade i Catalogue of Life.